# Каргополов, Тихон Павлович
Тихон Павлович Каргополов (1896—1972) — советский военачальник, генерал-лейтенант войск связи (1944) Советской армии.

## Биография

Могила Каргополова на Введенском кладбище Москвы.

Тихон Павлович Каргополов родился 1 сентября 1896 года в селе Березняги (ныне — Петропавловский район Воронежской области). Окончил Специальную школу надсмотрщиков Ростовского округа (1912), Новочеркасское 6-классное реальное училище (экстерном), участник Первой мировой войны. В 1918 году Каргополов пошёл на службу в Рабоче-Крестьянскую Красную Армию. Участвовал в боях Гражданской войны. После её окончания продолжил службу в Красной Армии в составе подразделений военной связи. В 1929 году Каргополов окончил курсы «Выстрел», в 1931 году — курсы усовершенствования начальствующего состава при Военно-технической академии Рабоче-Крестьянской Красной Армии.
С сентября 1933 года Каргополов служил заместителем начальника — военным комиссаром Ленинградской объединённой военной школы связи, позднее исполнял обязанности начальника этой школы. С января 1935 года он занимал должность начальника штаба Военной инженерно-технической академии имени Подбельского, а с мая 1936 года — начальника и военного комиссара Ульяновского военно-технического училища имени С. К. Орджоникидзе. После ареста начальника Академии связи имени Подбельского Вильгельма Евгеньевича Гарфа органами НКВД среди прочих его коллег был арестован и Каргополов, однако через некоторое время освобождён. С сентября 1938 года служил старшим преподавателем одной из кафедр Военной академии имени М. В. Фрунзе.
С декабря 1939 года Каргополов возглавлял войска связи 13-й армии, а с августа 1940 года — кафедру службы связи Военной электротехнической академии. В августе 1941 года он был направлен в действующую армию в качестве начальника связи Северо-Западного направления. С февраля 1942 года Каргополов руководил Управлением связи Волховского фронта, а с июня того же года — Управлением боевой подготовки Главного управления связи РККА.
После окончания войны Каргополов продолжил службу в Советской Армии. С апреля 1946 года он исполнял обязанности начальника Управления боевой подготовки начальника связи Сухопутных войск Вооружённых Сил СССР, с августа того же года — председателем Научно-технического комитета войск связи, с января 1949 года — заместителем по вооружению и снабжению начальника войск связи. Позднее продолжал службу на высоких должностях в Управлении начальника войск связи. В апреле 1959 года в звании генерал-лейтенанта войск связи Каргополов вышел в отставку. Проживал в Москве. Умер 8 февраля 1972 года, похоронен на Введенском кладбище (29 уч.).

## Награды
- Орден Ленина (21.02.1945)
- три ордена Красного Знамени (7.04.1940, 3.11.1944, 20.06.1949)
- Орден Отечественной войны 1-й степени (4.02.1943)
- медали[1].

## Воинские звания
- комбриг (26.11.1935)
- комдив (1.04.1940)
- генерал-майор войск связи (4.06.1940)
- генерал-лейтенант войск связи (2.11.1944)